# Stazione di Kashiwa
La stazione di Kashiwa (柏駅?, Kashiwa-eki) è una stazione ferroviaria di Kashiwa, città della prefettura di Chiba e servita dalle linee Jōban locale e rapida della JR East, e dalla linea Tōbu Noda delle Ferrovie Tōbu.

## Linee
JR East
■ Linea Jōban (locale)
■ Linea Jōban Rapida
Ferrovie Tōbu
● Linea Tōbu Noda

## Struttura

### Stazione JR
La stazione è dotata di tre banchine centrali a isola con sei binari. Presso la stazione di Kashiwa fermano anche i treni rapidi.
| 1 | ■ Linea Jōban (locale) | per Shin-Matsudo, Kita-Senju, Nishi-Nippori e Yoyogi-Uehara |
| 2 | ■ Linea Jōban (locale) | per Kita-Kashiwa, Abiko e Toride                            |
| 3 | ■ Linea Jōban Rapida   | per Matsudo, Kita-Senju, Nippori e Ueno                     |
| 4 | ■ Linea Jōban Rapida   | per Toride, Narita, Tsuchiura, Mito e Iwaki                 |

### Stazione Tōbu
La stazione delle ferrovie Keisei ospita la linea Tōbu Noda, e dispone di due marciapiedi a isola con quattro binari di testa. Ciò nonostante la stazione non è capolinea della linea, e quindi qua i treni devono effettuare inversione di marcia per procedere.
| 1-2 | ● Linea Tōbu Noda | per Unga, Nodashi, Kasukabe e Ōmiya    |
| 3-4 | ● Linea Tōbu Noda | per Mutsumi, Shin-Kamagaya e Funabashi |

## Stazioni adiacenti
| «                    | Servizio             | »                    |
| Linea Jōban - Rapida | Linea Jōban - Rapida | Linea Jōban - Rapida |
| -------------------- | -------------------- | -------------------- |
| Matsudo              | Rapido               | Abiko                |
| Matsudo              | Rapido speciale      | Toride               |
| Linea Jōban - Locale |                      |                      |
| Minami-Kashiwa       | Locale               | Kita-Kashiwa         |
| Linea Tōbu Noda      |                      |                      |
| Toyoshiki            | Locale               | Shin-Kashiwa         |